# Christina Chang
Christina Chang (Taipei (Taiwan), 29 juni 1971) is een in Taiwan geboren Amerikaanse actrice.

## Biografie
Chang werd geboren in Taipei bij een Chinees-Filipijnse vader en een Amerikaanse moeder. Zij groeide in haar geboorteplaats op en op zeventienjarige leeftijd verhuisde zij naar Amerika om theaterwetenschap en film te studeren in Kansas. Later verhuisde zij naar Seattle waar zij afstudeerde aan de Universiteit van Washington. Na haar studie begon zij met het acteren in lokale theaters, later verhuisde zij naar New York voor haar acteercarrière. 
Chang begon in 1998 met acteren in de film Brother Tied, waarna zij nog meerdere rollen speelde in films en televisieseries. Zij is onder andere bekend van Murder Investigation (2003-2004), Close to Home (2005-2007), Die Hard 4.0 (2007), 24 (2003-2009), CSI: Miami (2004-2010) en Nashville (2013-2014). 

## Filmografie

### Films
Uitgezonderd korte films.
- 2022 Press Play - als mrs. Knott
- 2018 The Honor List - als mrs. Liang
- 2015 The Advocate - als Evelyn Adams
- 2014 Sea of Fire - als Kristen Harper
- 2012 Overnight - als Lisa
- 2011 Almost Perfect - als Charlene Lee
- 2008 Man of Your Dreams - als Malinda
- 2008 Play or Be Played - als Diane Hobbs
- 2008 A Line in the Sand - als Robin
- 2007 Suspect - als Justine Lambroso
- 2007 Die Hard 4.0 - als Taylor
- 2005 Breadwinners - als Anne Lowell
- 2003 War Stories - als cameravrouw
- 2001 Dinner and a Movie - als Rhonda
- 2000 28 Days - als bruidsmeisje
- 1999 Random Hearts - als Laurie
- 1998 Brother Tied - als Camille

### Televisieseries
Uitgezonderd eenmalige gastrollen.
- 2017-2024 The Good Doctor - als Dr. Audrey Lim - 92 afl.
- 2015-2016 Rizzoli & Isles - als Kiki - 9 afl.
- 2014-2015 Nashville - als Megan Vannoy - 13 afl.
- 2011-2012 Revenge - als Karrie Thurgood - 2 afl.
- 2011-2012 Single Ladies - als Ashlee - 4 afl.
- 2012 Desperate Housewives - als D.A. Stone - 3 afl.
- 2010 No Ordinary Family - als rechercheur Yvonne Cho - 2 afl.
- 2004-2010 CSI: Miami - als staatsadvocate Rebecca Nevins - 10 afl.
- 2010 Private Practice - als Vanessa - 4 afl.
- 2009 The Forgotten - als Claire Post - 2 afl.
- 2003-2009 24 - als dr. Sunny Macer - 11 afl.
- 2005-2007 Close to Home - als Becky Brokaw / Becky Chung - 5 afl.
- 2003-2004 Murder Investigation - als Sandy Chang - 12 afl.
- 2002 Girls Club - als Rhanda Clifford - 3 afl.
- 2001 Once and Again - als Amanda - 3 afl.

- Biblioteca Nacional de España: XX5200628
- Virtual International Authority File: 249785859
- WorldCat: E39PBJkTbJfVXw487vg7Gwb8G3